# Rudaqui
Abu Abedalá Jafar ibne Maomé (Abū ʿAbdallāh Jaʿfar ibn Muḥammad; Rudaque, ca. 859 - Rudaque (?), 940/941), melhor conhecido só como Rudaqui, é tido como fundador da poesia persa e o o primeiro poeta importante a compor no "novo persa", o dari.